# Stefan Koszarski
Stefan Feliks Koszarski (ur. 1769 w Jaromirce Wielkiej, zm. 24 listopada 1824 w Złotej) – polski żołnierz i generał.

## Życiorys
Urodził się w Jaromirce Wielkiej w 1794 roku. Jego rodzicami byli  Łukasz Koszarski i Anna Tarłówna. Miał trzech braci: Adama, Franciszka i Kazimierza. W latach 1793–1794 był uczestnikiem insurekcji kościuszkowskiej; walczył między innymi pod Szczekocinami. Po III rozbiorze Polski wraz z bratem Adamem udał się do Włoch i wstąpił do Legionów Polskich. Wstąpił również do Legii Naddunajskiej. Walczył między innymi pod Civitą Castellaną i Hohenlinden. W 1807 roku został przepisany do 2 Pułku Piechoty z awansem na stopień podpułkownika. Koszarski nie stronił od pojedynków, po jednym z nich został aresztowany i zdegradowany do stopnia majora. 1 czerwca 1810 roku Fryderyk August uwolnił Koszarskiego z więzienia. 21 października 1812 roku został mianowany na pułkownika i dowódcę 1 Pułku Piechoty Księstwa Warszawskiego, brał udział między innymi w bitwie nad Berezyną. 20 stycznia 1815 roku został dowódcą 2 Pułku Piechoty Liniowej, służył w nim aż do 1817 roku, czyli zakończenia swojej służby wojskowej. Tuż przed zakończeniem służby został awansowany do stopnia generała brygady. Po zakończeniu swojej służby wojskowej osiadł w Złotej, mieszkał tam ze sługą (dawnym żołnierzem) i psem. Zmarł 24 listopada 1824 roku. Pochowany został pod kościołem w Samborcu lub na cmentarzu w Samborcu (są różne wersje dotyczące pochówku Koszarskiego). Został odznaczony między innymi orderem Virtuti Militari i Orderem Świętej Anny II klasy (tym drugim 16 października 1816 roku).

## Upamiętnienie
- W kościele w Samborcu znajdowała się dawniej żeliwna tablica z epitafium upamiętniająca Stefana Koszarskiego, obecnie tablica ta znajduje się na plebanii w Samborcu.